# دارين فيرغسون
دارين فيرغسون (بالإنجليزية: Darren Ferguson)‏ (9 فبراير 1972 غلاسكو المملكة المتحدة - ) هو لاعب كرة قدم بريطاني يلعب كلاعب وسط.

## روابط خارجية
- دارين فيرغسون على موقع قاعدة بيانات كرة القدم.إي يو (الإنجليزية)
- دارين فيرغسون على موقع Soccerbase.com (لاعب) (الإنجليزية)
- دارين فيرغسون على موقع Soccerbase.com (مدرب) (الإنجليزية)
- دارين فيرغسون على موقع عالم كرة القدم.نت (الإنجليزية)